# Добреполє (община)
Община Добреполє (словен. Občina Dobrepolje) — одна з общин в центральній Словенії. Адміністративним центром є місто Поникве.  Карстовий ландшафт характеризується численними печерами, найвідоміша з них Подрешка печера.

## Населення
У 2011 році в общині проживало 3927 осіб, 2011 чоловіків і 1916 жінок. Чисельність економічно активного населення (за місцем проживання), 1619 осіб. Середня щомісячна чиста заробітна плата одного працівника (EUR), 849,70 (в середньому по Словенії 987.39). Приблизно кожен другий житель у громаді має автомобіль (48 автомобілі на 100 жителів). Середній вік жителів склав 41,4 роки (в середньому по Словенії 41.8). 